# 스크램블 (비디오 게임)
〈스크램블〉(영어: Scramble, 일본어: スクランブル)은 코나미에서 제작, 1981년 3월에 아케이드로 출시한 횡스크롤 슈팅 게임이다. 전방으로 탄을 발사하는 것 외에 지상으로 미사일을 투하할 수 있으며, 이런 시스템은 나중에 출시된 〈그라디우스〉에 계승되었다.

## 게임플레이
플레이어는 게임에서 제트기(jet)라고 불리는 미래형 항공기를 조종하며 스크롤되는 지형을 가로질러 항공기를 안내하고 길을 따라 장애물과 싸워야 한다. 제트기는 전방 발사 무기와 폭탄으로 무장하고 있다. 각 무기에는 고유한 버튼이 있다. 플레이어는 지형 및 다른 적과의 충돌을 피하는 동시에 시간이 지남에 따라 감소하는 제한된 연료 공급을 유지해야 한다. 게임 내에서 연료 탱크를 파괴하면 더 많은 연료를 얻을 수 있다.
게임은 6개의 섹션으로 나뉘어 있으며, 각 섹션에는 서로 다른 스타일의 지형과 다양한 장애물이 있다. 각 섹션 사이에는 휴식 시간이 없다. 게임은 새로운 지형으로 원활하게 스크롤된다. 생존 기간과 적 및 연료 탱크 파괴에 따라 포인트가 부여된다. 마지막 섹션에서 플레이어는 "기지"를 파괴해야 한다. 이 목표가 달성되면 화면 오른쪽 하단에 임무 완료를 나타내는 플래그가 표시된다. 그런 다음 게임이 반복되어 난이도가 약간 증가한 첫 번째 섹션으로 돌아간다.